# فرودگاه روبن کانتو
فرودگاه روبن کانتو (به انگلیسی: Ruben Cantu Airport) یک فرودگاه نظامی و همگانی با کد یاتا SYP است که یک باند فرود آسفالت دارد و طول باند آن ۱۲۰۰ متر است. این فرودگاه در کشور پاناما قرار دارد و در ارتفاع ۸۳ متری از سطح دریا واقع شده است.